# Rusko mornariško letalstvo
Rusko mornariško letalstvo (rusko: Авиация Военно-морского флота России, latinizirano: Aviacija Vojenno-morskogo Flota Rossiji) je zračna veja Ruske vojne mornarice, naslednice Sovjetskega mornariškega letalstva. Tako kot Ruska vojna mornarica se deli na Severno floto, Tihooceansko floto, Črnomorsko floto, Baltsko floto in Kaspijsko flotiljo.
Zračne sile največjih in najpomembnejših flot, Severne in Tihooceanske flote, uporabljajo protipodmorniška letala dolgega dosega Tu-142 in srednjega dosega Il-38N ter protipodmorniške helikopterje na ladjah Ka-27. Protiladijski bombniki Tu-22M so bili leta 2011 predani Ruskemu vojnemu letalstvu.
V sovjetski in sodobni ruski vojaški strategiji ima mornariško letalstvo pomembno vlogo pri obrambi države pred morebitnim pomorskim napadom na državo s strani ameriških udarnih skupin letalonosilk. V ta namen je Sovjetsko mornariško letalstvo uporabljalo veliko število mornariških bombnikov Tu-16 in Tu-22M, danes pa so pri Ruskem vojnem letalstvu v uporabi letala Tu-22M3, MiG-31K in Su-34. Letala uporabljajo hiperzvočne protiladijske izstrelke (Kinžal, H-32) in imajo pomembno vlogo v doktrini bastijona, v kateri sodelujejo z ostalimi vojaškimi (ladijskimi, podmorniškimi ipd.) silami pri zapiranju morskih območij za ameriške vojne ladje.
Ruska letalonosilka Admiral Kuznjecov uporablja palubne lovce MiG-29K, ki so zamenjali Su-33. V gradnji so tudi prvi dve nosilki helikopterjev Ruske vojne mornarice razreda Ivan Rogov, ki bosta uporabljali brezpilotna bojna letala S-70 Ohotnik in mornariške helikopterje Ka-52K.
Leta 2016 je Rusko mornariško letalstvo sodelovalo v ruskem posredovanju v sirski državljanski vojni. Med novembrom 2016 in januarjem 2017 je bila pred obalo Sirije nameščena letalonosilka Admiral Kuznjecov. Lovci Su-33 in MiG-29K so izvedli 420 napadov na položaje Islamske države in fronte al-Nusra.

## Sestava
Letalstvo Severne flote (generalštab: Severomorsk)
- 100. ladijski lovski polk: MiG-29K
- 7050. letalska baza: Tu-142MR/MK
- 403. polk mešanega letalstva: Il-38N
- 174. lovski polk: MiG-31BM[8][9]

Letalstvo Tihooceanske flote (generalštab: Vladivostok)
- 317. mešani letalski polk: Il-38N
- 865. lovski polk:[10] MiG-31BM, Su-35[11]
- 7062. letalska baza mornariškega letalstva: Tu-142M/MZ/MR

Letalstvo Baltske flote (generalštab: Kaliningrad)
- 689. gardni lovski polk: Su-27SM
- 4. gardni polk mornariškega jurišnega letalstva: Su-24M, Su-30SM

Letalstvo Črnomorske flote (generalštab: Sevastopol)
- 43. polk mornariškega jurišnega letalstva: Su-24M, Su-30SM[13][14]